# Gaddafi Stadium
Gaddafi Stadium (früher: Lahore Stadium) ist ein Cricket-Stadion in Lahore, Pakistan. Im Stadion ist auch der Sitz des Pakistan Cricket Board. Das Stadion ist Teil eines großen Sportstättenkomplexes.

## Geschichte
Der ursprüngliche Entwurf des runden Stadions stammt vom dagestanischen Architekten Nasreddin Murat-Khan und wurde 1959 erbaut von Mian Abdul Khaliq and Company. 1974 wurde das Stadion zu Ehren des libyschen Führers Muammar al-Gaddafi benannt, nachdem sich dieser bei einem Treffen der Organisation der Islamischen Konferenz für das Recht Pakistans, Kernwaffen zu besitzen, ausgesprochen hatte. 1987 war das Stadion Austragungsort des Cricket World Cup 1987. 1995/96 fand für den Cricket World Cup 1996 eine Modernisierung unter dem pakistanischen Architekten Nayyar Ali Dada statt. Er renovierte das Bauwerk im Mughal-Stil mit roten Ziegeln und Bögen. Die Betonsitzbänke ließ er durch Kunststoffsitze ersetzen. Der Bereich unter den Tribünen wurde geschlossen und in Gewerbeflächen für Geschäfte und Büros umgewandelt. 2009 fand in der Nähe des Stadions ein bewaffneter Angriff auf das Cricketteam Sri Lankas in Lahore durch Terroristen statt. In der Folge wurde Pakistan abgesprochen, Mitaustragungsort des Cricket World Cup 2011 zu werden. Das Stadion war außerdem einer der Austragungsorte der Champions Trophy 2025.

## Feldhockeystadion
In unmittelbarer südöstlicher Nachbarschaft befindet sich das National Hockey Stadium (Lahore) mit rund 45.000 Plätzen. 1978 fand in Lahore die Feldhockey-Champions Trophy der Herren statt, 1990 das Endspiel der Feldhockey-Weltmeisterschaft der Herren, in dem die pakistanischen Gastgeber 1:3 den Niederlanden unterlagen.

## Weitere Bauten im Komplex
- südwestlich befindet sich ein Fußballstadion
- westlich befindet sich eine Radrennbahn
- westlich befindet sich ein Schwimmbad
- westlich befindet sich das Al Hamra Open Air Theatre

## Cricket-Geschichte
Insgesamt drei Hattricks wurden im Gaddafi Stadion bisher erzielt: Durch Peter Petherick aus dem neuseeländischen Cricketteam gegen Pakistan am 9. Oktober 1976, durch Wasim Akram aus Pakistan gegen Sri Lanka am 6. März 1999 und durch Mohammad Sami aus Pakistan wieder gegen Sri Lanka 2002.
Besondere sportliche Ereignisse waren zudem der fifth-wicket stand von 281 zwischen Javed Miandad und Asif Iqbal aus Pakistan gegen Neuseeland 1976 sowie ein Innings und 324 run Sieg gegen Neuseeland 2002.

### Rekorde
im Test Cricket
- Highest team total: 699, im Spiel Pakistan gegen Indien, 1989.
- Lowest team total: 73, im Spiel Neuseeland gegen Pakistan, 2002.
- Highest individual score: 329, durch Inzamam-ul-Haq gegen Neuseeland, 2002.

im One-Day International
- Highest team total: 357/9, im Spiel Sri Lanka gegen Bangladesch, 25. Juni 2008.
- Lowest team total: 75, im Spiel Pakistan gegen Sri Lanka, 22. Januar 2009.
- Highest individual score: 139*, durch Ijaz Ahmed gegen Indien, 2. Oktober 1997.